# Chrysobothris muehlei
Chrysobothris muehlei es una especie de escarabajo del género Chrysobothris, familia Buprestidae. Fue descrita científicamente por Barries en 2008.